# Euchiton
Euchiton é um género botânico pertencente à família Asteraceae.